# Thomas L. Moore
Thomas Love Moore (* 1789 in Charles Town, Jefferson County, Virginia; † 1862 in Warrenton, Virginia) war ein US-amerikanischer Politiker. Zwischen 1820 und 1823 vertrat er den Bundesstaat Virginia im US-Repräsentantenhaus.

## Leben
Der im heutigen West Virginia geborene Thomas Moore genoss eine gute Grundschulausbildung. Nach einem anschließenden Jurastudium und seiner Zulassung als Rechtsanwalt begann er in seinem neuen Beruf zu arbeiten. Gleichzeitig schlug er als Mitglied der Demokratisch-Republikanischen Partei eine politische Laufbahn ein.
Nach dem Rücktritt des Abgeordneten George Strother wurde Moore bei der fälligen Nachwahl für den zehnten Sitz von Virginia als dessen Nachfolger in das US-Repräsentantenhaus in Washington, D.C. gewählt, wo er am 13. November 1820 sein neues Mandat antrat. Nach einer Wiederwahl konnte er bis zum 3. März 1823 im Kongress verbleiben. Im Jahr 1825 hielt er die offizielle Begrüßungsrede für den französischen General Lafayette bei dessen Besuch in der Stadt Warrenton. Ansonsten trat Thomas Moore politisch nicht mehr in Erscheinung.